# Arte algorítmico

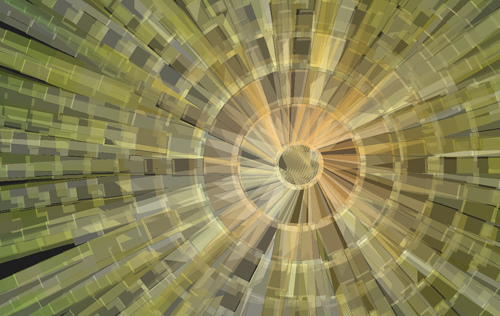
"Octopod" por Mikael Hvidtfeldt Christensen. Un ejemplo de arte algorítmico producido por el software Structure Synth.

El arte algorítmico, también conocido como arte de algoritmos, es un tipo de arte visual cuyo diseño está generado por un algoritmo. Los artistas algorítmicos son a veces llamados algoristas.

## Visión general
El arte algorítmico, también conocido como arte generado por computación, es un subconjunto del arte generativo (generado por un sistema autónomo) y está relacionado con el arte de sistemas (influido por la teoría de sistemas). El arte fractal es un ejemplo de arte algorítmico.
Para conseguir una imagen de tamaño razonable, incluso los algoritmos más sencillos requieren demasiados cálculos para poder ejecutarlos manualmente de forma práctica y, por tanto, deben ser ejecutados o bien por un solo ordenador o por un grupo de ordenadores. El resultado final suele mostrarse en un monitor de ordenador, impreso con un tipo de impresora ráster o dibujado utilizando un plotter. La variabilidad puede ser introducida utilizando números pseudo-aleatorios. No hay ningún consenso en cuanto a si el producto de un algoritmo que opera en una imagen existente (o en cualquier entrada que no sean números aleatorios) puede ser considerado arte generado por ordenadores, en lugar de arte asistido por ordenadores.

## Historia

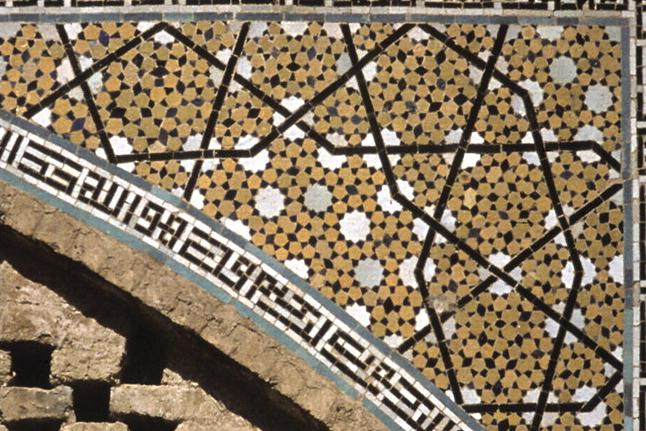
Los patrones geométricos islámicos como este enladrillado girih en el santuario de Darb-e Imam en Isfahan, son precursores del arte algorítmico.

Roman Verostko argumenta que los patrones geométricos islámicos están construidos utilizando algoritmos, al igual que las pinturas del Renacimiento italiano que emplean técnicas matemáticas, más concretamente la perspectiva lineal y la proporción.

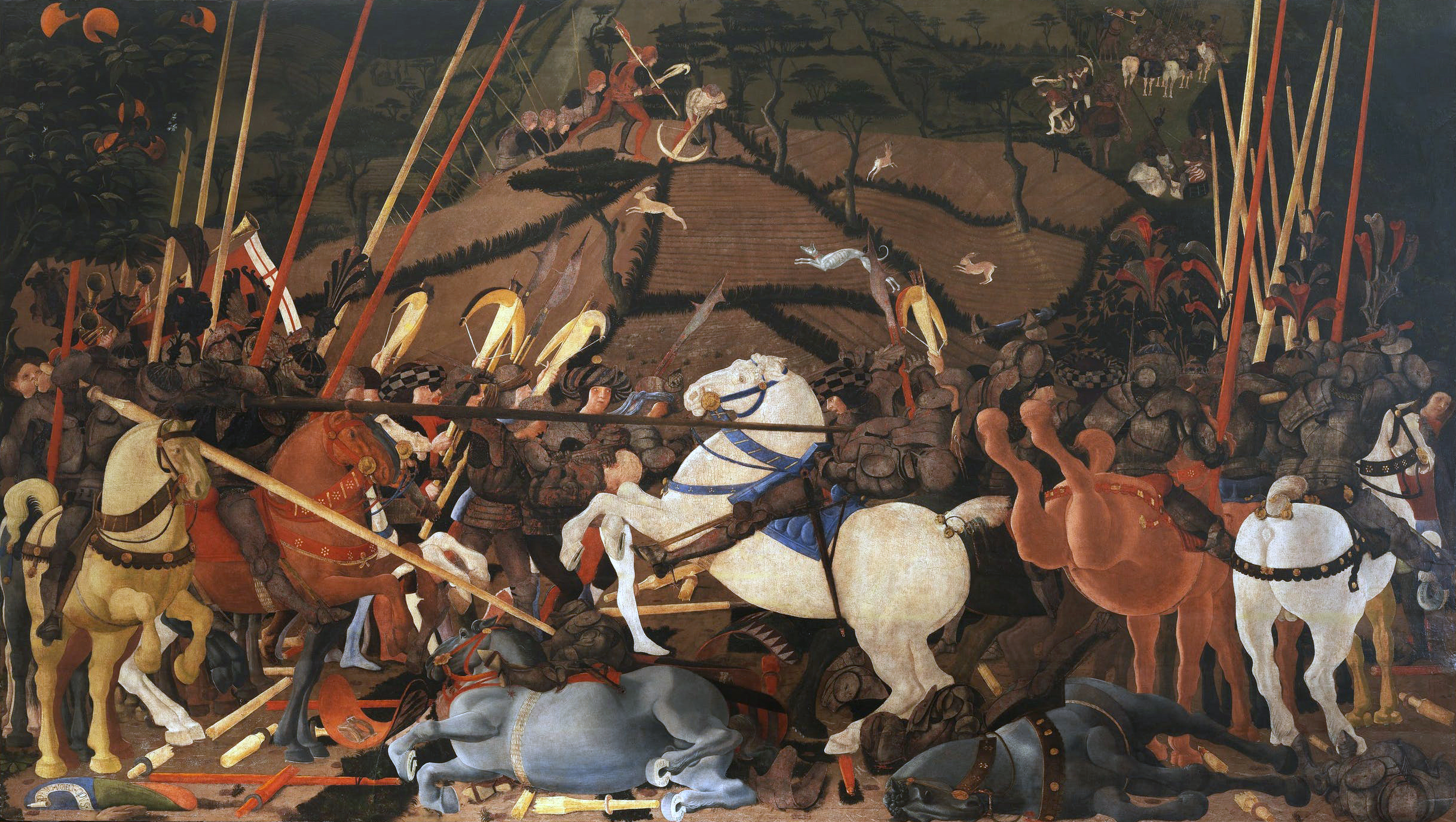
Paolo Uccello hizo uso innovativo de un algoritmo geométrico, incorporando la perspectiva lineal en obras de arte como "La Batalla de San Romano" (1435-1460): las lanzas rotas se disponen a lo largo de las líneas de perspectiva.

Algunos de los ejemplos más antiguos de arte algorítmico generado por ordenadores fueron creados por Georg Nees, Frieder Nake, A. Michael Noll, Manfred Mohr y Vera Molnár a principios del año 1960. Estas obras de arte fueron ejecutadas por un plotter controlado por un ordenador, y por tanto eran consideradas arte generado por ordenadores y no arte digital como tal. El acto de creación recae en escribir el programa, el cual especifica la secuencia de acciones que serán ejecutadas por el plotter. Sonia Landy Sheridan estableció los Sistemas Generativos como programa en la Escuela de Arte del Instituto de Chicago en 1970, en respuesta al cambio social que supuso la revolución de las comunicaciones "ordenador-robot" Sus primeras obras con copier y arte telemático estaban centradas en las diferencias entre la mano humana y el algoritmo.
Aparte de las obras actuales de Romano Verostko y los demás algoristas, los siguientes ejemplos que se dieron fueron las obras de arte fractales creadas a partir de mediados del año 1980. Estas destacan por utilizar diferentes medios de ejecución. Mientras que el arte algorítmico más temprano era "dibujado" por un plotter, el arte fractal simplemente crea una imagen en la memoria del ordenador y es, por ende, arte digital. La forma original de una obra de arte fractal es una imagen almacenada en un ordenador; esto se aplica también a casi todo el arte de ecuaciones y al arte algorítmico más reciente . Sin embargo, en un sentido más estricto, el "arte fractal" no es considerado arte algorítmico porque el algoritmo empleado no ha sido creado por el artista.
A causa del desarrollo y los avances actuales, el artista algorítmico pionero Ernest Edmonds ha documentado el importante papel del arte en los asuntos humanos. Para ello, se ha remontado a la relación entre el arte y los ordenadores desde principios del año1960 hasta la actualidad, en la que el algoritmo es ampliamente reconocido como un concepto clave para la sociedad entera.

## La función del algoritmo

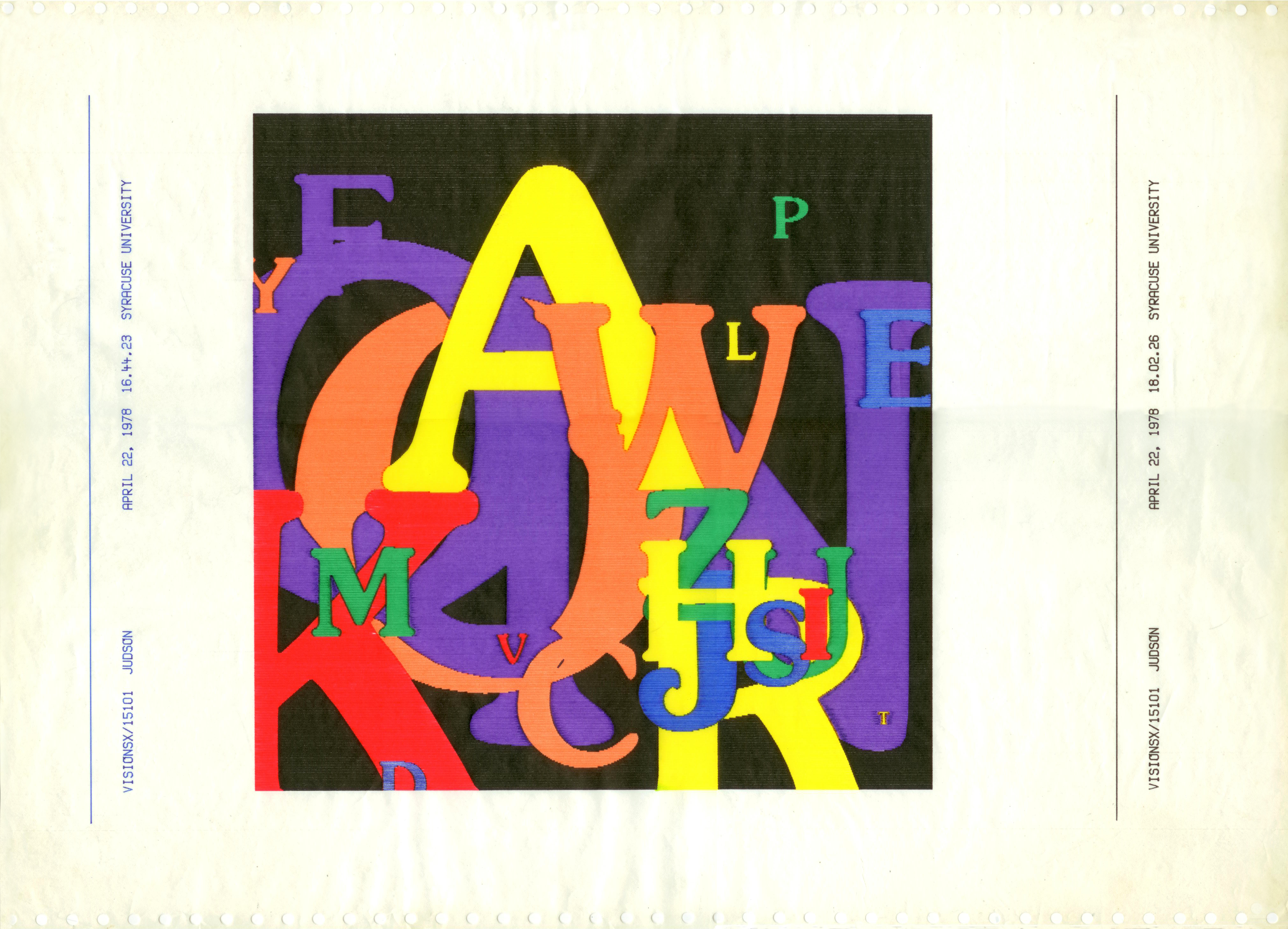
Campo de letras por Judson Rosal, 1978. Una producción con tintas líquidas en papel de tela, 15.25 x 21 pulgadas, realizada por un ordenador plotter de Calcomp. Esta imagen fue creada usando una versión inicial de lo que se convirtió en el software de visión de Efectos Digitales, en APL y Fortran o en un IBM 370/158. Una base de datos de la fuente Souvenir, la generación de números aleatorios, una base estadística para determinar el tamaño de letra, el color y la posición y un algoritmo de línea oculta se combinan para producir esta imagen ráster de línea de exploración, que se envía a un plotter.

Desde un punto de vista, para que una obra de arte sea considerada arte algorítmico, su creación debe incluir un proceso basado en un algoritmo desarrollado por el artista. En este caso, un algoritmo es simplemente una receta detallada para el diseño y la posible ejecución de una obra de arte, la cual puede incluir código de ordenador, funciones, expresiones u otra entrada que determinará la forma que tomará. Esta entrada puede ser matemática, computacional o generativa en naturaleza. De igual manera en la que los algoritmos tienden a ser deterministas, ya que su ejecución repetida siempre da lugar a la producción de obras de arte idénticas, también se suele introducir algún factor externo. Este puede tratarse de un generador de números aleatorio de algún tipo, o de un cuerpo externo de datos que puede variar desde grabaciones de latidos de corazón hasta fotogramas de una película.
Algunos artistas también trabajan con entradas gestuales de base orgánica que son posteriormente modificadas por un algoritmo. Siguiendo esta definición, los fractales realizados por un programa de fractal no son considerados arte cuando las personas no están implicadas. Sin embargo, definido de forma distinta, el arte algorítmico puede incluir al arte fractal, así como otras variedades que utilizan algoritmos genéticos. En 1999, el artista Kerry Mitchell declaró en su Manifiesto del Arte Fractal:

El arte fractal no es... Arte computerizado, en el sentido de que la computadora hace todo el trabajo. El trabajo se ejecuta en una computadora, pero solo bajo la dirección del artista. Encienda una computadora y déjela sola durante una hora. Cuando vuelvas, no se habrá generado arte.
Kerry Mitchell

## Algoristas
"Algorista" es un término utilizado para artistas digitales que crean arte algorítmico.
Los algoristas formalmente hicieron su aparición y establecieron su identidad como artistas en un tablero titulado "Arte y Algoritmos" en SIGGRAPH, 1995. Los cofundadores fueron Jean-Pierre Hébert y Roman Verostko. Hébert es acreditado por acuñar el término y su definición, la cual presenta el nombre de su propio algoritmo:
```
Si (creación && objeto de arte && algoritmo && un algoritmo propio) {
     regresa * un algorista 
} o {
     regresa * no algorista 
}
```

### Tipos

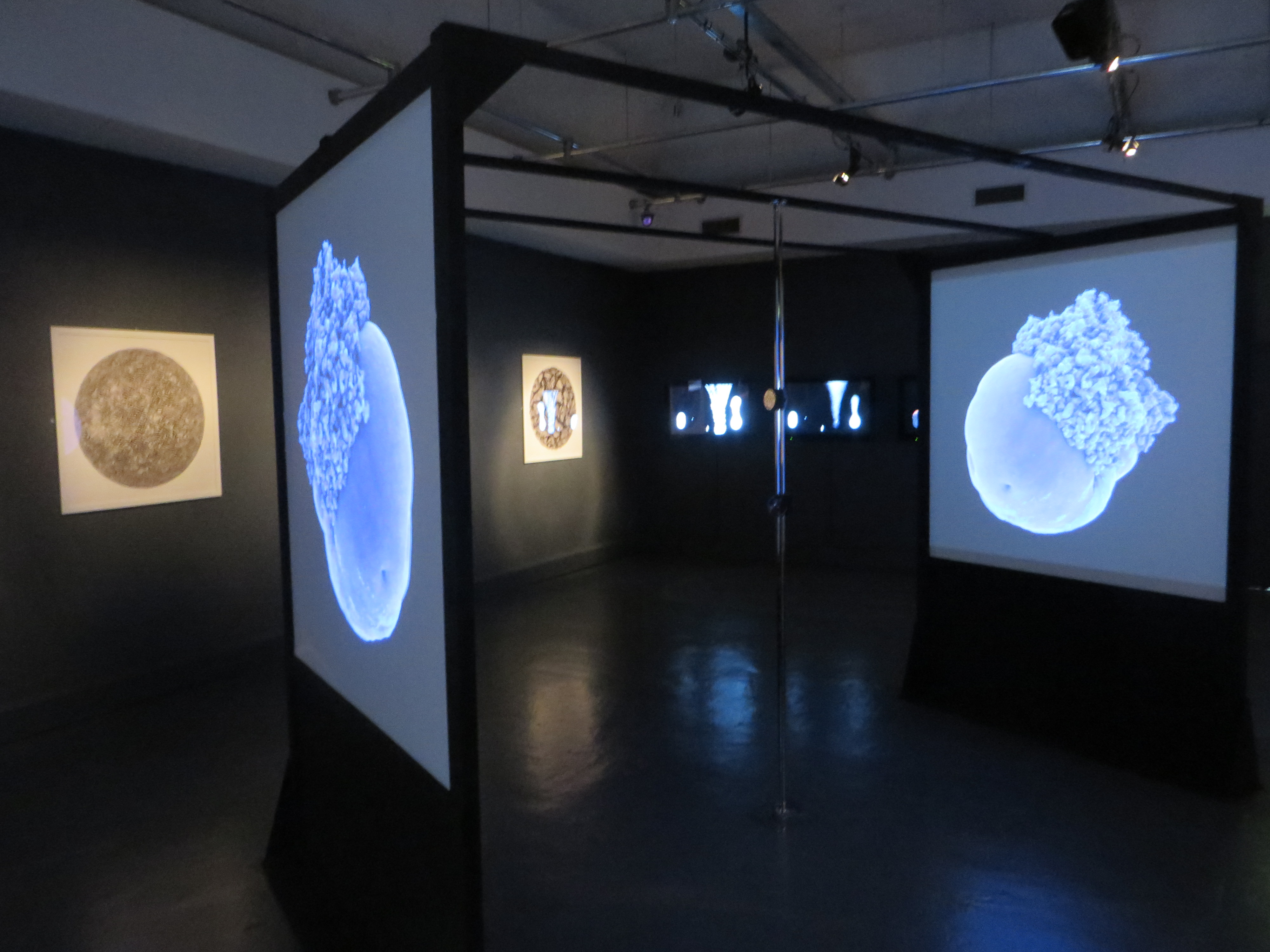
Creaciones morfogenéticas, una exhibición de arte digital generado por ordenadores, usando algoritmos programados por Andy Lomas, en el Centro de Artes de Watermans, Oeste de Londres, 2016

Se puede utilizar un autómata celular para generar patrones artísticos con un aspecto aleatorio, o para modificar imágenes (por ejemplo, fotografías) aplicando una transformación (como el método "stepping stone", para dar un estilo impresionista) repetidamente hasta conseguir el efecto artístico deseado. Su uso también ha sido explorado en el campo de la música.
El arte fractal consiste en varios fractales generados por computadoras con colores elegidos para dar un efecto visual atractivo. Especialmente en el mundo occidental, no es dibujado o pintado a mano, sino que es normalmente creado de forma indirecta con la ayuda de un software generador de fractales, iterando a través de tres fases: estableciendo parámetros del software fractal apropiado; ejecutando el posiblemente largo cálculo; y evaluando el producto. En algunos casos, se utilizan otros programas gráficos para modificar aún más las imágenes producidas. Esto se llama posprocesamiento. Las imágenes no fractales también se pueden integrar en la obra de arte.
El arte genético o evolutivo hace uso de algoritmos genéticos para desarrollar imágenes de forma iterativa, seleccionando en cada "generación" de acuerdo con una regla definida por el artista.
El arte algorítmico no es solo producido por ordenadores. Wendy Chun explica lo siguiente:

El software es único en su estatus como metáfora de la metáfora misma. Como un imitador o máquina universal, encapsula una lógica de sustituibilidad general; una lógica de ordenamiento y desorden creativo y animado. Joseph Weizenbaum ha argumentado que las computadoras se han convertido en metáforas de "procedimientos efectivos", es decir, de todo lo que se puede resolver en un número determinado de pasos, como la expresión génica y el trabajo administrativo.
Chun Wendy Hui Kyong

El artista estadounidense Jack Ox ha utilizado algoritmos para producir pinturas que son visualizaciones de música sin utilizar un ordenador. Dos ejemplos son actuaciones visuales de partituras existentes, como la Octava Sinfonía de Anton Bruckner y Ursonate de Kurt Schwitters. Más tarde, ella y su colaborador, Dave Britton, crearon el "Órgano de Color Virtual del siglo XXI que utiliza la codificación de ordenador y algoritmos.